# 帕拉代爾凱 (加利福尼亞州)
帕拉代斯凱（英語：Paradise Cay）是位於美國加利福尼亞州馬林縣的一個非建制地區。該地的面積和人口皆未知。

## 地理
帕拉代斯凱的座標為37°54′46″N 122°28′32″W / 37.91278°N 122.47556°W，而該地的平均海拔高度為7米（即23英尺）。